# Султанов, Чапай Али оглы
Чапай Али оглы Султанов (азерб. Çapay Əli oğlu Sultanov; 5 марта 1936, Баку — 4 апреля 2018, Баку) — азербайджанский геолог, доктор геолого-минералогических наук, профессор. Лауреат Государственной премии Азербайджанской ССР (1982). персональный пенсионер Президента Азербайджанской Республики (2006).

## Биография
Чапай Али оглы Султанов родился 5 марта 1936 года в Баку в семье военнослужащего.
После окончания бакинской средней школы №6 в 1955 году поступил в Азербайджанский государственный университет на геолого-географический факультет, который окончил в 1960 году по специальности «Геология и разведка нефтяных и газовых месторождений», получив квалификацию инженера-геолога-нефтяника.
С 1960 года работал в Институте проблем глубинных нефтегазовых месторождений Академии наук Азербайджанской ССР. Работал последовательно в должностях младшего научного сотрудника, старшего инженера, старшего научного сотрудника. В 1964 году защитил диссертацию на соискание учёной степени кандидата геолого-минералогических наук и был назначен заведующим лабораторией нефтепромысловой геологии.
В 1987 году Ч. Султанову была присуждена учёная степень доктора геолого-минералогических наук.
В 1988 году присвоено учёное звание профессора.
В 1982 году с группой коллег был удостоен Государственной премии Азербайджанской ССР.
1 марта 2011 года распоряжением президента Азербайджана Ильхама Алиева за плодотворную деятельность в общественно-политической жизни Азербайджанской Республики награждён орденом «Шохрет».

### Избранные научные работы
- Нефть. — Баку, 2000.
- С меткой дьявола. — Баку, 2001.
- Нашествие. — Баку, 2004.
- Последний удар империи. Баку, 20 января 1990 г.. — Баку, 2004.
- Выстояли бы СССР и Европа против фашизма в случае потери бакинской нефти?. — Баку, 2005.
- Нефтегазовые стратегии и политика в XXI веке. — Баку, 2008.

- О шахматах и не только…. — Баку, 2009.
- Сквозь призму шахмат.... — Баку, 2009.
- Политические и экономические этюды по Южному Кавказу (хроника с 1850 по 2010 гг.). — Баку, 2010.
- Противостояние. — Баку, 2011.
- История не любит сослагательного наклонения, и все же…. — Баку, 2011.
- Грани таланта. — Баку, 2012.
- Азербайджан в цифрах, графиках, картах и фото. — Баку, 2012.
- Электроэнергетика Азербайджана. — Баку, 2013.
- Победа Азербайджана в «холодной войне» с Арменией. — Баку, 2015.
- Исторические расследования. — Баку, 2016.
- Мои встречи с великими…. — Баку, 2017.